# Beskey
beskey（ベスキー）は、日立コンシューマエレクトロニクスおよびカシオ日立モバイルコミュニケーションズ（現・日本電気）によって開発された、auブランドを展開するKDDIおよび沖縄セルラー電話のCDMA 1X WIN（後のau 3G）対応音声用端末である。製造型番はHIY02（えいちあいわい ぜろに）。

## 概要
- 日立ブランドとしてはMobile Hi-Vision CAM Wooo以来約1年ぶり、カシオ日立モバイルコミュニケーションズ名義としては最後に開発された端末。本機には3種類のキーパッドが付属しており、利用者自身で好みのキーパッドに交換することができる。機種名は「Best」と「Key」を組み合わせたもの。赤外線通信はW51HからMobile Hi-Vision CAM Woooまで（W53HおよびW61Hは除く）の日立機はIrSimpleが採用されていたが、この機種ではW61H以来のIrDAにスペックダウンとなった。ボディーデザインは2006年夏に発売されたW42H以来の通常の折りたたみ端末である。
- 2014年1月現在、NECカシオ名義を含め日立ブランドとして発売された端末としては最終機種となっている[3]。
- OK/NG音は、他の日立製端末とは異なる特殊なサウンドとなっている。

## 歴史
- 2010年（平成22年）5月17日 - KDDI、および日立コンシューマエレクトロニクスより公式発表。
- 2010年6月4日 - 中部・関西・沖縄地区にて発売。
- 2010年6月5日 - 関東地区にて発売。
- 2010年6月11日 - 上記以外の残りの地区にて発売。
- 2011年（平成23年）4月 - 販売終了。
- 2012年（平成24年）7月22日 - L800MHz（旧800MHz帯・CDMA Band-Class 3）帯による音声・通信の各サービスの停波によりそれ以降はN800MHz（新800MHz帯・CDMA Band-Class 0）帯および2GHz（CDMA Band-Class 6）帯による音声・通信の各サービスで利用する事となる。

## 主な機能・サービス
- 防犯ブザー

| 主な機能・対応サービス                                                                  | 主な機能・対応サービス                                           | 主な機能・対応サービス                                                           | 主な機能・対応サービス                                 |
| --------------------------------------------------------------------------------------- | ---------------------------------------------------------------- | -------------------------------------------------------------------------------- | ------------------------------------------------------ |
| LISMO! (着うたフル) (着うたフルプラス) (LISMOビデオクリップ) (LISMO Video) (LISMO Book) | EZケータイアレンジ ティーンズモード                              | バーコードリーダー&メーカー                                                      | PCサイトビューアー                                     |
| au BOX                                                                                  | ワイヤレスミュージック                                           | au Smart Sports Run & Walk Karada Manager ゴルフ フイットネス カロリーカウンター | EZナビウォーク                                         |
| EZ助手席ナビ                                                                            | 安心ナビ                                                         | 災害時ナビ                                                                       | ナカチェン                                             |
| EZアプリ FullGame! Bluetooth対戦                                                        | EZアプリ(BREW)                                                   | オープンアプリプレイヤー                                                         | PCドキュメントビューアー                               |
| アレンジメニュー                                                                        | au oneガジェット マルチプレイウィンドウ クイックアクセスメニュー | じぶん銀行アプリ                                                                 | EZ FM                                                  |
| EZチャンネル EZチャンネルプラス EZニュースフラッシュ EZニュースEX                       | Bluetooth                                                        | Touch Message                                                                    | EZFeliCa                                               |
| ケータイ de PCメール                                                                    | デコレーションメール                                             | デコレーションアニメ                                                             | au one メール                                          |
| 緊急通報位置通知                                                                        | EZテレビ（ワンセグ）                                             | グローバルパスポート (CDMA)                                                      | 赤外線通信 (IrDA) 無線LAN （Wi-Fi WIN） auフェムトセル |

## 不具合
2010年7月7日に以下の不具合の修正がケータイアップデートにより行われた。
- EZメニューが設定できるEZケータイアレンジを設定すると方向キー及び決定キー操作を受付けしなくなる場合がある。[5]

## 注
1. ↑  2012年7月23日より利用不可
2. ↑  Class4以上を推奨。
3. ↑  ただし、データ通信端末（例・DATA01(HID01)、DATA02(HID02)、DATA03(HID03)、DATA04(HID04)等）に関しては日立製作所が独自で製造していた。
4. ↑  おためし版としてスクウェア・エニックスの『ドラゴンクエストIII そして伝説へ…』およびセガの『ぷよぷよフィーバーDX』がそれぞれプリセットされている。
5. ↑  「au携帯電話の「ケータイアップデート」についてのお知らせ KDDI